# Janusz Pęcherz
Janusz Andrzej Pęcherz (ur. 6 listopada 1954 w Wieluniu) – polski chemik, doktor nauk chemicznych, nauczyciel akademicki i samorządowiec, prezydent Kalisza (2002–2014), senator X i XI kadencji (od 2019).

## Życiorys
Syn Łukasza i Reginy. Absolwent I Liceum Ogólnokształcącego im. Tadeusza Kościuszki w Wieluniu. Ukończył studia na Wydziale Chemicznym Politechniki Łódzkiej. W 1984 uzyskał stopień doktora nauk chemicznych. Pracował w Centrum Badań Molekularnych i Makromolekularnych Polskiej Akademii Nauk. W latach 80. pełnił funkcję dyrektora kaliskiego Ośrodka Doskonalenia Nauczycieli. Od 1991 do 1999 kierował Wojewódzkim Ośrodkiem Metodycznym w Kaliszu. Objął stanowisko starszego wykładowcy w Państwowej Wyższej Szkole Zawodowej w Kaliszu, w latach 2000–2002 był prorektorem tej uczelni, przemianowanej w 2020 na Akademię Kaliską.
W wyborach samorządowych w 1998 bezskutecznie ubiegał się o mandat radnego Kalisza z listy Unii Wolności. Mandat uzyskał w 2002, w tych samych wyborach został wybrany na urząd prezydenta miasta. W wyborach samorządowych w 2006 skutecznie ubiegał się o reelekcję, kandydując z poparciem kilku lokalnych ugrupowań i wygrywając w pierwszej turze. W 2010 wygrał wybory na trzecią kadencję również w pierwszej turze z wynikiem około 51% głosów. W 2014 nie został wybrany na kolejną kadencję. W 2018 uzyskał mandat radnego miejskiego w Kaliszu, po czym stanął na czele rady miasta.
W wyborach w 2019 z ramienia Koalicji Obywatelskiej został wybrany na senatora X kadencji w okręgu nr 96. W wyborach w 2023 z powodzeniem ubiegał się o senacką reelekcję (z wynikiem 69 512 głosów).

## Wyniki w wyborach ogólnopolskich
| Wybory | Komitet wyborczy  | Komitet wyborczy     | Organ            | Okręg | Wynik           |
| ------ | ----------------- | -------------------- | ---------------- | ----- | --------------- |
| 2019   |                   | Koalicja Obywatelska | Senat X kadencji | nr 96 | 72 579 (50,55%) |
| 2023   | Senat XI kadencji | Koalicja Obywatelska | 69 512 (40,64%)  | nr 96 |                 |

## Odznaczenia i wyróżnienia
W 2019 został odznaczony medalem „W służbie Bogu i Ojczyźnie”. W 2009 otrzymał Brązową Odznakę „Zasłużony dla Ochrony Przeciwpożarowej”, a w 2011 Złoty Medal za Zasługi dla Straży Granicznej.